# Paramisgurnus
Genre
Paramisgurnus est un genre de poissons téléostéens de la famille des Cobitidae (ordre des Cypriniformes).

## Liste des espèces
Selon World Register of Marine Species (1er janvier 2024) :
- Paramisgurnus dabryanus Dabry de Thiersant, 1872
- Paramisgurnus nahangensis Nguyen & Bui, 2009

## Classification
Le nom valide complet (avec auteur) de ce taxon est Paramisgurnus Dabry de Thiersant (d), 1872.

## Étymologie
Le nom générique, Paramisgurnus, composé du grec ancien παρά, pará, « à côté de, auprès de », et du genre Misgurnus, fait référence aux similarités et a la proximité présumée de ces deux genres. 

## Publication originale
- P. Dabry de Thiersant, « Nouvelles espèces de poissons de Chine », in P. Dabry de Thiersant, P. (ed.), La pisciculture et la pêche en Chine, 1872, G. Masson, Paris, p. 178-192 (lire en ligne).